# Ercole (Piero della Francesca)
L'Ercole è un affresco staccato (151x126 cm) di Piero della Francesca, databile a dopo il 1465 e conservato oggi all'Isabella Stewart Gardner Museum di Boston. Si tratta dell'unico soggetto profano conosciuto nella produzione artistica del maestro di Sansepolcro.

## Storia
L'affresco dell'Ercole venne trovato nella seconda metà del XIX secolo in una stanza di quella che era stata la casa della famiglia di Piero della Francesca a Sansepolcro, in via delle Aggiunte. Venne staccato, non senza subire pochi danni durante le fasi del distacco e del trasporto, e, approdato nel mercato antiquario, in particolare nelle mani del fiorentino Elia Volpi, venne acquistato da Isabella Stewart Gardner tramite Joseph Lindon Smith nel 1903.
È stata avanzata l'ipotesi, mai confermata, che l'affresco potesse fare parte di un ciclo di personaggi mitologici.

## Descrizione e stile
Il giovane semidio è rappresentato nudo con la leonté legata sulle spalle a davanti al bacino e con una bastone nella mano destra, mentre la sinistra è appoggita sul fianco. La posa, come tipico nelle opere di Piero, è statica e solenne, ma anche sciolta e realistica. Il movimento delle braccia e la posa asimmetrica delle gambe rompono lo schematismo, senza sacrificare un innato senso di equilibrio. Il volto di Ercole, incorniciato da folti capelli corvini, è serio e pensoso, e guarda leggermente di lato fuori dal dipinto. Il torace è modellato anatomicamente sul modello delle statue antiche e la luce chiarissima annulla quasi le ombre, pur senza diminuire il senso tridimensionale del volume del corpo. Questi elementi stilistici avvicinano l'opera agli affreschi della Leggenda della Vera Croce di Arezzo, in particolare alla scena della Morte di Adamo dove, tra le figure nude, compare un fanciullo appoggiato a un bastone che sembra richiamare la figura di Ercole.
Lo sfondo è composto due specie di stipiti bianchi ai lati, oltre i quali si trova una parete scura decorata da fregi con palmette, secondo un motivo derivato dall'arte antica.